# Ellen Sandweiss
Ellen Sandweiss (Detroit, 30 dicembre 1958) è un'attrice, cantante e ballerina statunitense.

## Biografia
Ellen Sandweiss cominciò a recitare insieme agli amici Sam Raimi e Bruce Campbell. È apparsa infatti in molti cortometraggi girati da Raimi tra i quali Within the Woods che portò il suddetto regista al successo. In seguito divenne famosa per aver interpretato Cheryl Williams (sorella di Ash) nel film La casa titolo originale Evil Dead. 
In seguito riappare sempre nei panni del demone Cheryl Williams nella sesta e nella decima puntata della seconda stagione di Ash vs Evil Dead.
Ellen ha due figlie, Jessy e Ali, e un cane, Samo.

## Filmografia
- 1978	Within the Woods - Ellen (cortometraggio)
- 1978	Shemp Eats the Moon - The Snake	(cortometraggio)
- 1981	La casa (The Evil Dead) - Cheryl	(ruolo principale)
- 2006	Satan's Playground - Paula
- 2007	The Dread - Diane
- 2007	My Name Is Bruce - Cheryl
- 2007	Brutal Massacre: A Comedy - Natalie Vasquez
- 2009	Dangerous Women	- Cheryl (6 episodi)
- 2009	Dark Fields - Mandy
- 2013	Il grande e potente Oz - (Cameo)
- 2013	La casa (Evil Dead Remake) - Cheryl (Cameo voce)
- 2016	Ash vs Evil Dead prima stagione - (Cheryl Cameo)
- 2016	Ash vs Evil Dead seconda stagione - Cheryl	(ospite)